# 240757 Farkasberci
240757 Farkasberci este un asteroid din centura principală de asteroizi.

## Descriere
240757 Farkasberci este un asteroid din centura principală de asteroizi. A fost descoperit pe 26 mai 2005 la Piszkesteto de Krisztián Sárneczky. Asteroidul prezintă o orbită caracterizată de o semiaxă mare de 3,00 ua, o excentricitate de 0,04 și o înclinație de 11,5° în raport cu ecliptica.